# Škoda Fabia R5
Škoda Fabia R5 (od sezonu 2020 zgodnie z nową terminologią FIA zwana Škoda Fabia Rally2 evo) – samochód rajdowy kategorii RC 2, klasy R5 (WRC2), który został pokazany na Essen Motor Show w roku 2014 powstały na bazie trzeciej generacji modelu Fabia. W Rajdowych Mistrzostwach Świata zadebiutowała w sezonie 2015 w Rajdzie Portugalii. Skoda Fabia R5 zastąpiła model zbudowany według specyfikacji Super 2000, tym samym zastępując jedną z najbardziej utytułowanych konstrukcji wyczynowych w całej 112-letniej historii marki.

## Dane techniczne[4][5]
- Nadwozie - 5-drzwiowe
- Zawieszenie - kolumny McPhersona z przodu i z tyłu
- Silnik turbodoładowany, czterocylindrowy, z bezpośrednim wtryskiem paliwa
- Pojemność skokowa – 1620 cm³
- Moc maksymalna – ok. 280 KM przy 4750 obr./min
- Maksymalny moment obrotowy - 420 Nm przy 4750 obr./min
- Skrzynia biegów - sekwencyjna, pięciobiegowa
- Hamulce brembo, średnica tarcz hamulcowych, 300-350 mm
- Koła: asfalt 8’x18’/szuter 7’x15’
- Długość/szerokość – 3994/1820 mm
- Napęd 4×4, wyposażony w osobne, mechaniczne dyferencjały na każdej z osi
- Masa własna pojazdu – 1230 kg
- Prędkość maksymalna – 170 - 190 km/h, w zależności od przełożenia
- Zużycie paliwa - 0,6 l wysokooktanowej benzyny na każdy kilometr odcinka specjalnego (60 litrów/100 km)
- Pojemność zbiornika paliwa – 82,5 l
- Przyspieszenie 0-100 km/h – ok. 3 s

## Sukcesy w rajdach

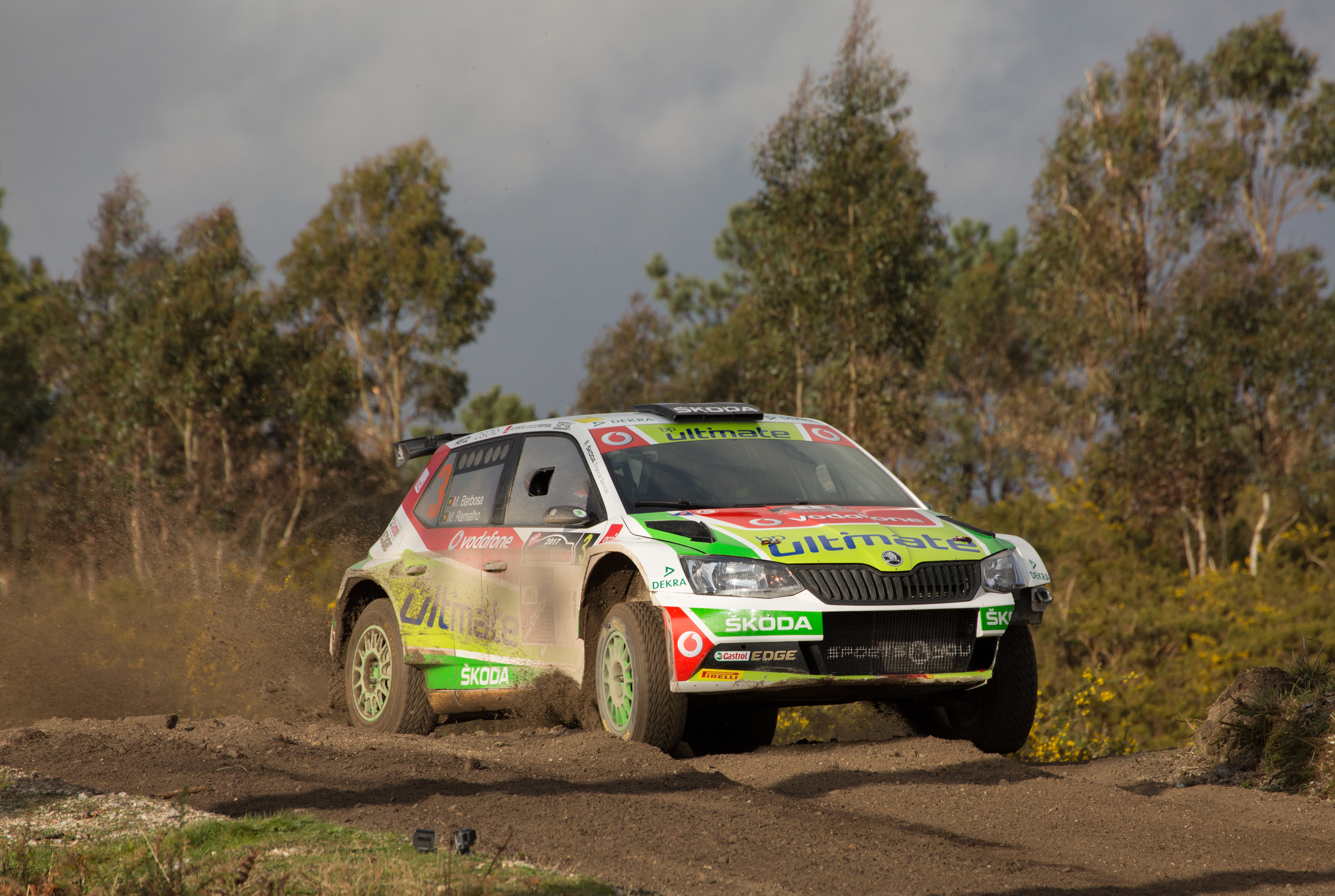
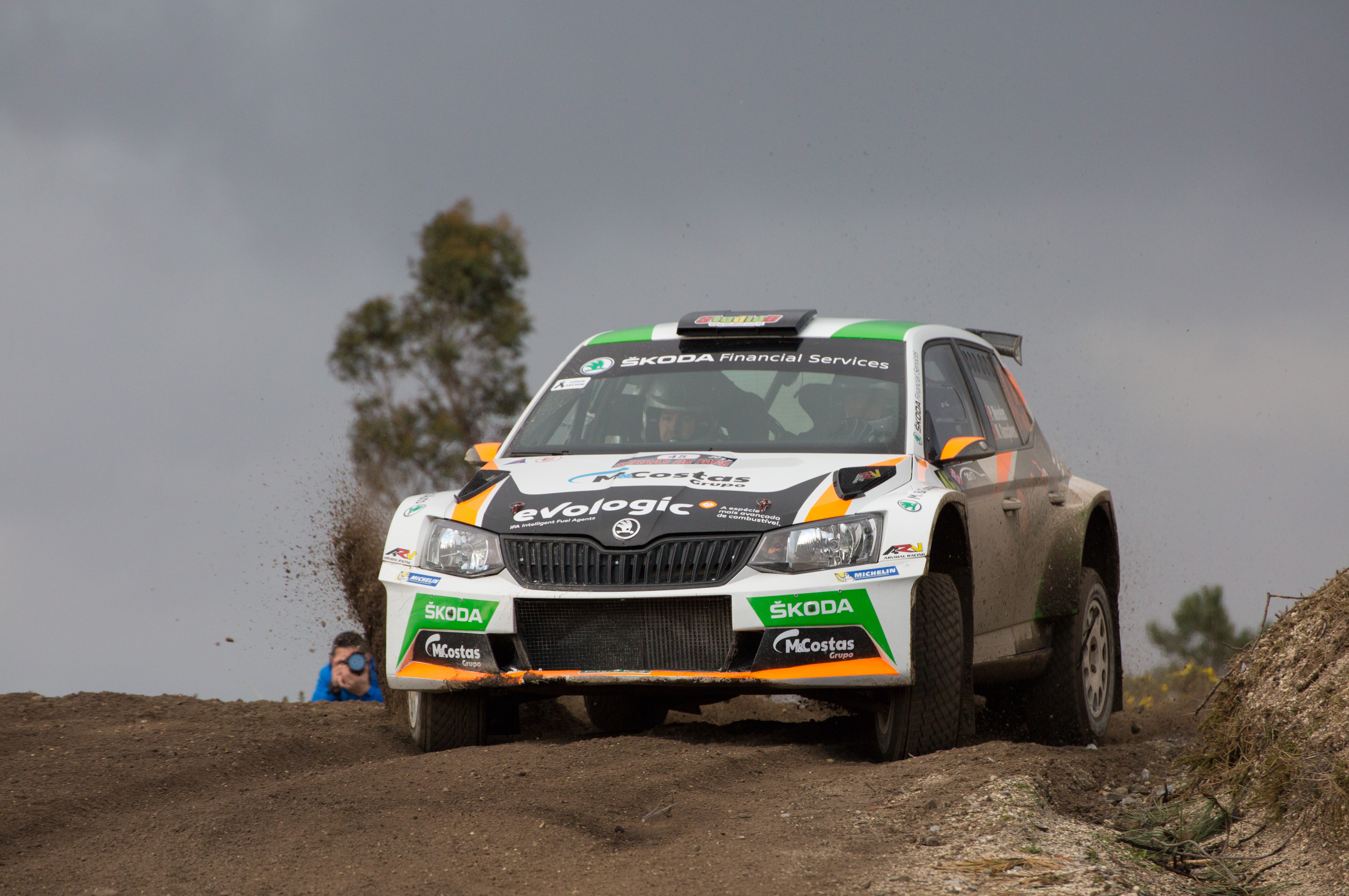
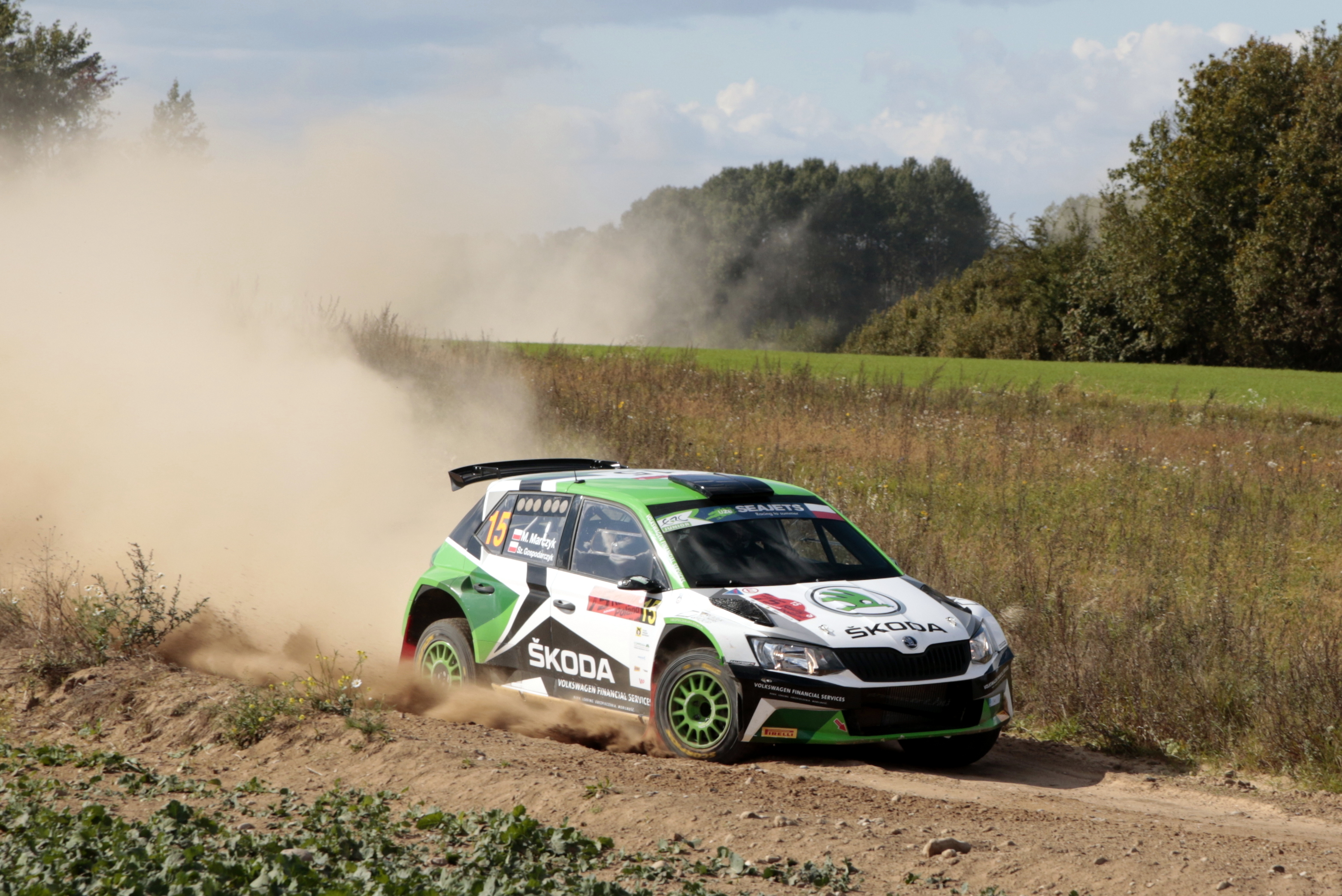
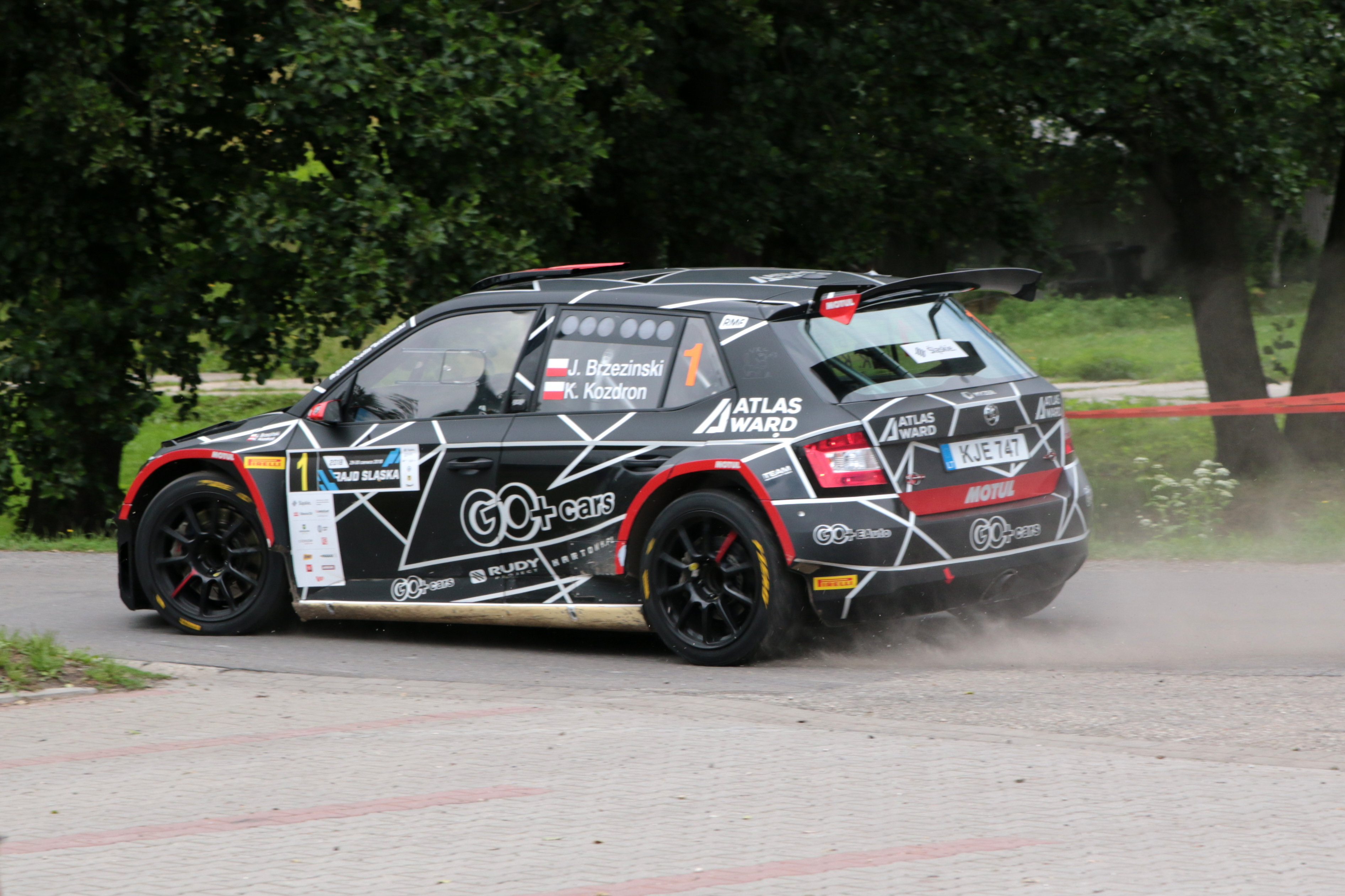
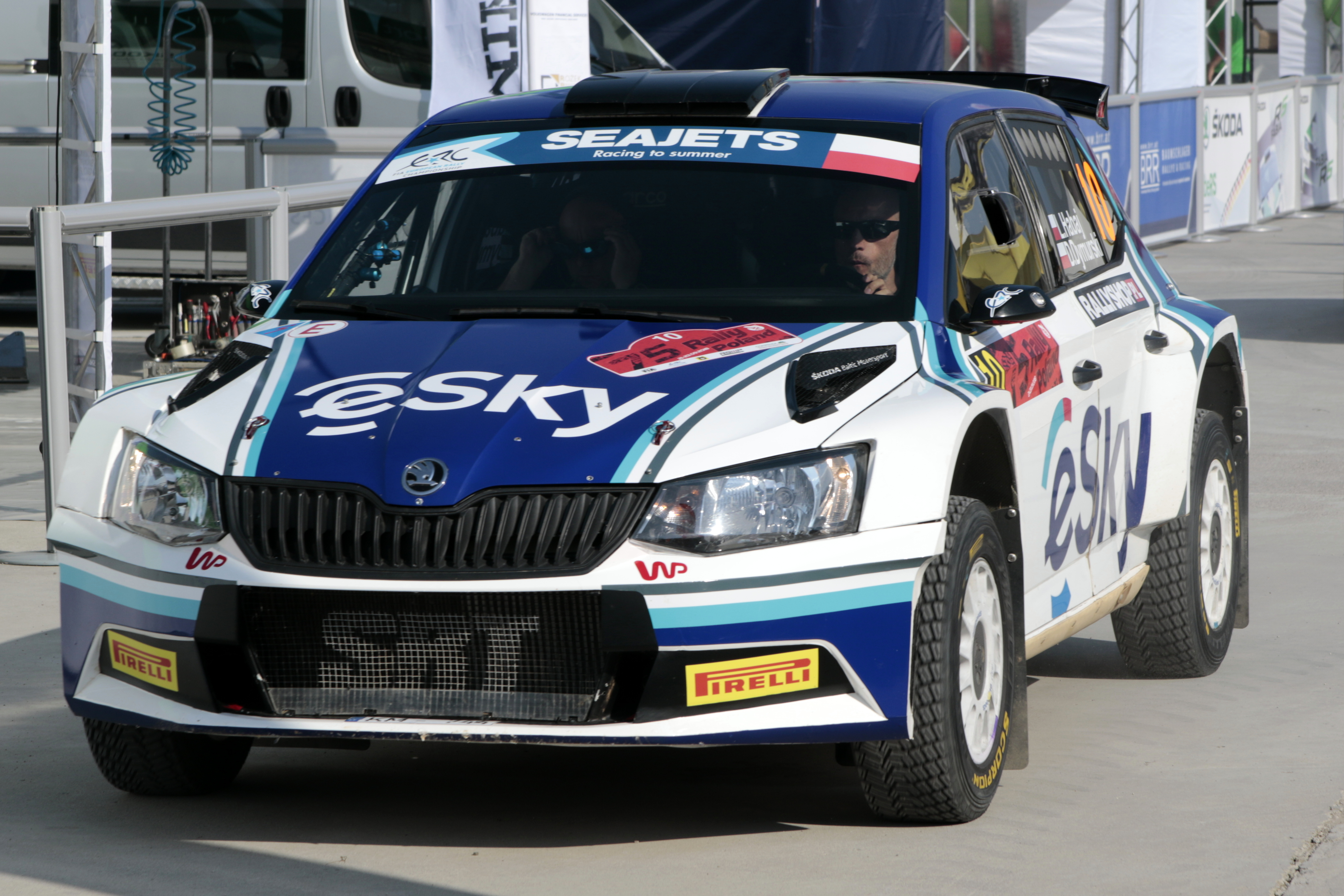
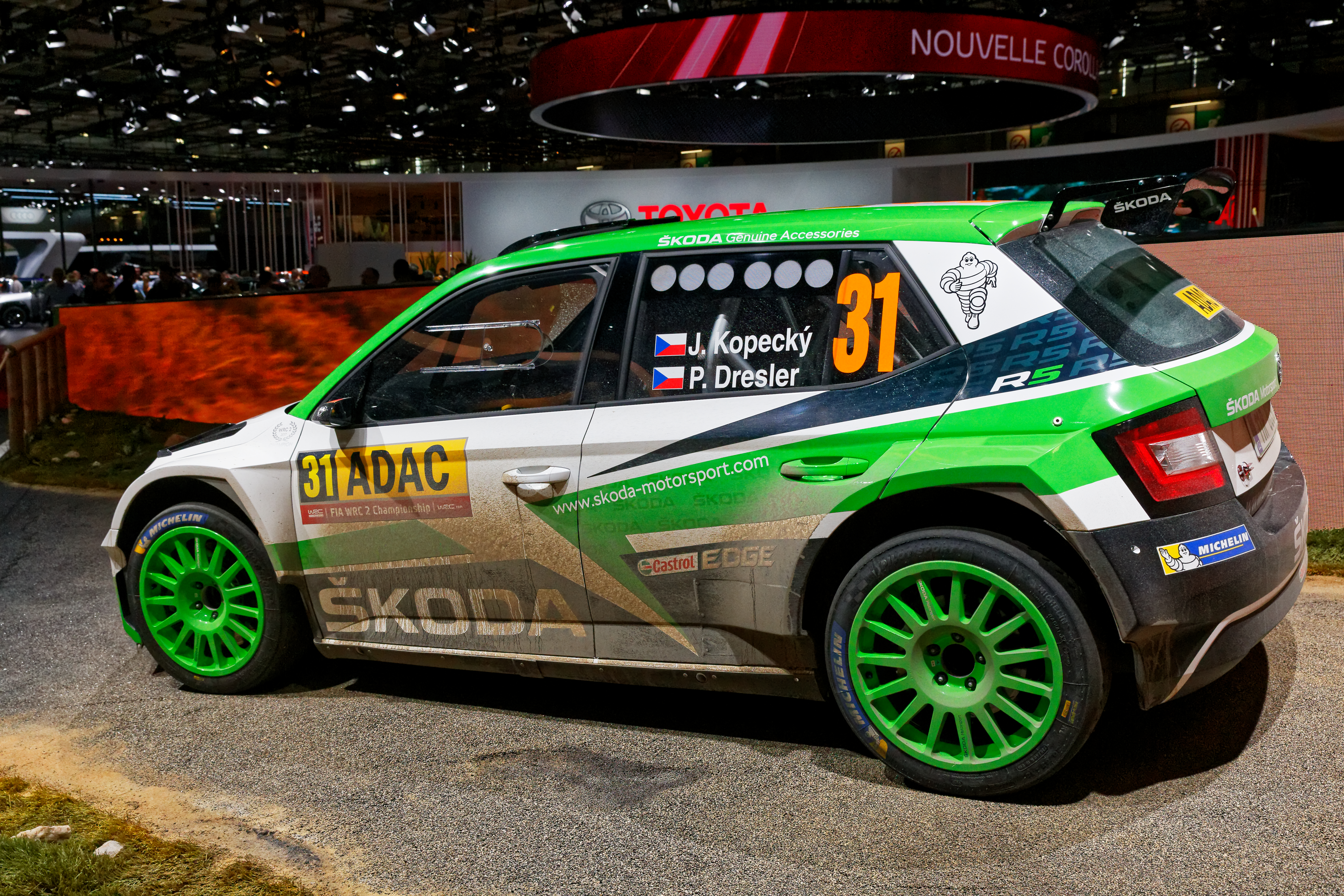

Zwycięstwa w Rajdowych Mistrzostwach Europy (ERC)
| Nr | Rajd                       | Sezon | Kierowca           | Pilot             |
| -- | -------------------------- | ----- | ------------------ | ----------------- |
| 1  | 51. Ypres Rally            | 2015  | Freddy Loix        | Johan Gitsels     |
| 2  | 45. Barum Rally            | 2015  | Jan Kopecký        | Pavel Dresler     |
| 3  | 62. Acropolis Rally        | 2016  | Ralfs Sirmacis     | Arturs Šimins     |
| 4  | 52. Ypres Rally            | 2016  | Freddy Loix        | Johan Gitsels     |
| 5  | 7. Rally Estonia           | 2016  | Ralfs Sirmacis     | Arturs Šimins     |
| 6  | 46. Rajd Barum             | 2016  | Jan Kopecký        | Pavel Dresler     |
| 7  | 4. Rajd Liepāja            | 2016  | Ralfs Sirmacis     | Arturs Šimins     |
| 8  | Rajd Azorów                | 2017  | Bruno Magalhães    | Hugo Magalhães    |
| 9  | 47. Rajd Barum             | 2017  | Jan Kopecký        | Pavel Dresler     |
| 10 | 5. Rajd Liepāja            | 2017  | Ralfs Sirmacis     | Arturs Šimins     |
| 11 | Rajd Grecji                | 2018  | Bruno Magalhães    | Hugo Magalhães    |
| 12 | Rajd Cypru                 | 2018  | Simos Galatariotis | Antonis Ioannou   |
| 13 | 48 Rajd Barum              | 2018  | Jan Kopecký        | Pavel Dresler     |
| 14 | 75 Rajd Polski             | 2018  | Nikołaj Griazin    | Jarosław Fiedorow |
| 15 | 6 Rajd Lipawy              | 2018  | Nikołaj Griazin    | Jarosław Fiedorow |
| 16 | 54. Rajd Azorów            | 2019  | Łukasz Habaj       | Daniel Dymurski   |
| 17 | 7. Rally di Roma Capitale  | 2019  | Giandomenico Basso | Lorenzo Granai    |
| 18 | 49. Barum Czech Rally Zlín | 2019  | Jan Kopecký        | Pavel Dresler     |
Zwycięstwa w Rajdowych Mistrzostwach Świata (WRC 2)
| Nr | Rajd                       | Sezon | Kierowca            | Pilot               |
| -- | -------------------------- | ----- | ------------------- | ------------------- |
| 1  | 72. Rajd Polski            | 2015  | Esapekka Lappi      | Janne Ferm          |
| 2  | 65. Rajd Finlandii         | 2015  | Esapekka Lappi      | Janne Ferm          |
| 3  | 33. Rajd Niemiec           | 2015  | Jan Kopecký         | Pavel Dresler       |
| 4  | 51. Rajd Hiszpanii         | 2015  | Pontus Tidemand     | Emil Axelsson       |
| 5  | 30. Rajd Meksyku           | 2016  | Teemu Suninen       | Mikko Markkula      |
| 6  | 36. Rajd Argentyny         | 2016  | Nicolás Fuchs       | Fernando Mussano    |
| 7  | 50. Rajd Portugalii        | 2016  | Pontus Tidemand     | Jonas Andersson     |
| 8  | 13. Rajd Włoch             | 2016  | Teemu Suninen       | Mikko Markkula      |
| 9  | 73. Rajd Polski            | 2016  | Teemu Suninen       | Mikko Markkula      |
| 10 | 66. Rajd Finlandii         | 2016  | Esapekka Lappi      | Janne Ferm          |
| 11 | 34. Rajd Niemiec           | 2016  | Esapekka Lappi      | Janne Ferm          |
| 12 | 52. Rajd Hiszpanii         | 2016  | Jan Kopecký         | Pavel Dresler       |
| 13 | 72. Rajd Wielkiej Brytanii | 2016  | Esapekka Lappi      | Janne Ferm          |
| 14 | 25. Rajd Australii         | 2016  | Esapekka Lappi      | Janne Ferm          |
| 15 | 85. Rajd Monte Carlo       | 2017  | Andreas Mikkelsen   | Anders Jæger        |
| 16 | 65. Rajd Szwecji           | 2017  | Pontus Tidemand     | Jonas Andersson     |
| 17 | 31. Rajd Meksyku           | 2017  | Pontus Tidemand     | Jonas Andersson     |
| 18 | 60. Rajd Korsyki           | 2017  | Andreas Mikkelsen   | Anders Jæger        |
| 19 | 37. Rajd Argentyny         | 2017  | Pontus Tidemand     | Jonas Andersson     |
| 20 | 51. Rajd Portugalii        | 2017  | Pontus Tidemand     | Jonas Andersson     |
| 21 | 14. Rajd Włoch             | 2017  | Jan Kopecký         | Pavel Dresler       |
| 22 | 74. Rajd Polski            | 2017  | Ole Christian Veiby | Stig Rune Skjærmoen |
| 23 | 67. Rajd Finlandii         | 2017  | Jari Huttunen       | Antti Linnaketo     |
| 24 | 73. Rajd Wielkiej Brytanii | 2017  | Pontus Tidemand     | Jonas Andersson     |
| 25 | 86. Rajd Monte Carlo       | 2018  | Jan Kopecký         | Pavel Dresler       |
| 26 | 15. Rajd Meksyku           | 2018  | Pontus Tidemand     | Jonas Andersson     |
| 27 | 61. Rajd Korsyki           | 2018  | Jan Kopecký         | Pavel Dresler       |
| 28 | 38. Rajd Argentyny         | 2018  | Pontus Tidemand     | Jonas Andersson     |
| 29 | 52. Rajd Portugalii        | 2018  | Pontus Tidemand     | Jonas Andersson     |
| 30 | 15. Rajd Sardynii          | 2018  | Jan Kopecký         | Pavel Dresler       |
| 31 | 68. Rajd Finlandii         | 2018  | Eerik Pietarinen    | Juhana Raitanen     |
| 32 | 36. Rajd Niemiec           | 2018  | Jan Kopecký         | Pavel Dresler       |
| 33 | 11. Rajd Turcji            | 2018  | Jan Kopecký         | Pavel Dresler       |
| 34 | 54. Rajd Hiszpanii         | 2018  | Kalle Rovanperä     | Jonne Halttunen     |
| 35 | 16. Rajd Meksyku           | 2019  | Benito Guerra       | Jaime Zapata Ortega |
| 36 | 62. Rajd Korsyki           | 2019  | Fabio Andolfi       | Simone Scattolin    |
| 37 | 1. Rajd Chile              | 2019  | Kalle Rovanperä     | Jonne Halttunen     |